# Квинтупл-дабл
Квинтупл-дабл (англ. quintuple-double, дословно пятикратный двойной или пятикратный дубль) — баскетбольный термин, означающий набор игроком в одном матче в пяти статистических показателях не менее 10 пунктов (то есть двузначного числа). В качестве показателей выступают очки, подборы, результативные передачи, перехваты и блок-шоты. Пример — 15 очков, 11 подборов, 12 передач, 10 перехватов, 10 блок-шотов.
В истории НБА не зарегистрировано случаев квинтупл-даблов, никто даже близко не подбирался к такому показателю (в XXI веке пока не было даже ни одного квадрупл-дабла). Но известны два случая квинтупл-даблов в матчах школьного чемпионата США среди девушек. Первый — в 1997 году Тамика Кэтчингс из Duncanville High School (Duncanville, Техас набрала 25 очков, 18 подборов, 11 результативных передач, 10 перехватов и 10 блок-шотов. Второй — 7 января 2012 года Aimee Oertner из Northern Lehigh High School (Slatington, Пенсильвания) набрала 26 очков, 20 подборов, 10 результативных передач, 10 перехватов и 11 блок-шотов.